# Newton Thomas Sigel
Pour les articles homonymes, voir Sigel.
Newton Thomas Sigel né en 1955 est un directeur de la photographie, réalisateur et scénariste, né en 1955.

## Filmographie

### comme directeur de la photographie
- 1983 : Atomic Artist
- 1983 : When the Mountains Tremble
- 1984 : In Our Hands
- 1985 : Latino
- 1987 : Tales from the Hollywood Hills: Pat Hobby Teamed with Genius (TV)
- 1987 : Tales from the Hollywood Hills: Natica Jackson (TV)
- 1987 : Tales from the Hollywood Hills: A Table at Ciro's (TV)
- 1987 : Home Fires (TV)
- 1988 : Perfect People (TV)
- 1989 : Le Combat de Jane Roe (Roe vs. Wade) (TV)
- 1989 : Rude Awakening
- 1990 : Martin Scorsese Directs (TV)
- 1990 : La Double vie de Rock Hudson (Rock Hudson) (TV)
- 1990 : Challenger (TV)
- 1990 : A Promise to Keep (TV)
- 1991 : Salmonberries (en)
- 1992 : Oliver Stone: Inside Out
- 1992 : Le Cheval venu de la mer (Into the West)
- 1992 : Crossing the Bridge
- 1993 : Indian Summer
- 1993 : Daybreak (TV)
- 1993 : Money for Nothing
- 1994 : Suspicious
- 1994 : Le Courage de l'amour (A Time to Heal) (TV)
- 1994 : Blankman
- 1995 : Usual Suspects (The Usual Suspects)
- 1996 : Foxfire
- 1996 : Réactions en chaîne (The Trigger Effect)
- 1996 : Blood and Wine
- 1998 : Le Témoin du Mal (Fallen)
- 1998 : Un élève doué
- 1999 : Bangkok, aller simple (Brokedown Palace)
- 1999 : Les Rois du désert (Three Kings)
- 2000 : X-Men
- 2001 : Ambush
- 2002 : Confessions d'un homme dangereux (Confessions of a Dangerous Mind)
- 2003 : X-Men 2 (X2)
- 2004 : Keep Right
- 2004 : Dr House (série TV)
- 2005 : Les Frères Grimm (The Brothers Grimm)
- 2005 : The Big Empty
- 2006 : Superman Returns de Bryan Singer
- 2008 : Jeux de dupes (Leatherheads) de George Clooney
- 2008 : Walkyrie (Valkyrie) de Bryan Singer
- 2010 : Frankie et Alice (Frankie & Alice) de Geoffrey Sax
- 2010 : Donne-moi ta main (Leap Year) d'Anand Tucker
- 2011 : Drive de Nicolas Winding Refn
- 2011 : La Conspiration (The Conspirator) de Robert Redford
- 2012 : Jack le chasseur de géants (Jack the Giant Killer) de Bryan Singer
- 2013 : Le Septième Fils (The Seventh Son) de Sergueï Bodrov
- 2014 : X-Men: Days of Future Past de Bryan Singer
- 2016 : X-Men: Apocalypse de Bryan Singer
- 2016 : Tigre et Dragon 2 (Crouching Tiger, Hidden Dragon: Sword of Destiny) de Yuen Woo-ping
- 2018 : Bohemian Rhapsody de Bryan Singer
- 2020 : Tyler Rake (Extraction) de Sam Hargrave
- 2020 : Cherry d'Anthony et Joe Russo
- 2022 : Dog de Reid Carolin et Channing Tatum
- 2023 : Noël à Candy Cane Lane (Candy Cane Lane) de Reginald Hudlin

### comme réalisateur
- 1983 : When the Mountains Tremble
- 1987 : Vandemonium Plus (TV)
- 2002 : Au cœur des flammes (Point of Origin) (TV)
- 2005 : The Big Empty

### comme scénariste
- 2005 : The Big Empty

### comme acteur
- 2003 : X-Men 2 (X2) : Police Officer

## Récompense
- 2011 : meilleure photographie à l'Utah Film Critics Association pour Drive